# Carmichaelia lignicola
Carmichaelia lignicola är en svampart som beskrevs av N.D. Sharma 1980. Carmichaelia lignicola ingår i släktet Carmichaelia, divisionen sporsäcksvampar och riket svampar.   Inga underarter finns listade i Catalogue of Life.